# Tyska Bryggeriet

Tyska Bryggeriet var ett ölbryggeri i Stockholm som grundades år 1843 i kvarteret Obelisken vid dagens Östgötagatan på Södermalm i Stockholm och som introducerade underjäst, bayersk öl i Sverige. 
Tillkomsten av Tyska Bryggeriet går tillbaka till ett samarbete mellan Fredrik Rosenquist, kaptenen som slutade sin militära bana för att sälja öl och Franz Adam Bechmann, bryggmästaren från Bayern. Initiativet till nya bryggeriet kom helt från Rosenquist som reste till Bayern i syfte att engagera en erfaren bryggmästare. Det huvudsakliga arbetet med att bygga om Rosenquists bryggeri för den nya produktionen, samt igångsättandet av tillverkningen genomfördes av Franz Bechmann.
Att introducera underjäst, bayersk öl i Sverige hade delvis att göra med en öldrickande prinsessa,  Josefina av Leuchtenberg, kung Oscar I:s gemål. Hon hade bott i Bayern som barn och tyckte att det svenska ölet inte smakade gott. Genom den svenske ölhandelspionjären Fredrik Rosenquist, fick Josefina öl leveretat direkt från Bayern och nyheten om det tyska ölet spred sig snabbt i staden. Rosenquist insåg fördelen med att brygga bayersk öl i Sverige och startade 1843 produktionen tillsammans med Franz Bechmann.
Stockholmarna förstod att det bayerska ölet var det "rätta" att dricka och det smakade även bättre. Snart var Stockholmarna frälsta av det nya ölet inte minst genom annonskampanjer och utskänkning på nya platser som i bierstuben och genom ambulerande försäljare, försäljning hos detaljister och upptagande av beställningar på exempelvis tidningskontor. Tyska Bryggeriet var först med att marknadsföra sig genom flygblad och att varumärka sina produkter genom korkstämplar. Detta nya öl, hade även bättre hållbarhet och framställdes efter det stränga bayerska Reinheitsgebot. Josefina av Leuchtenberg och Medicinalstyrelsen ansåg att det tyska ölet var mera hälsosam.
Tyska Bryggeriets framgångar fick en annan tysk invandrare att kopiera Rosenquists koncept; Friedrich Rudolph Neumüller med Neumüllers Bryggeri, även det på  Tullportsgatan (Östgötagatan i dag), där det fanns fyra bryggerier i mitten av 1800-talet. 1853 började Neumüller konkurrera med Tyska Bryggeriet och till bryggmästare anställde han en av Franz Bechmanns bröder, Georg Bechmann. 
I mitten av 1850-talet uppstod osämja mellan Franz Bechmann och Fredrik Rosenquist. Bechmann drog sig ur Tyska bryggeriet och grundade istället ett eget bryggeri vid Stora Badstugatan (nuvarande Sveavägen). Georg Bechmann valde då att sluta hos Neumüller och tog anställning hos sin bror. Bechmanns nya Bayerska Bryggeriet (ibland även kallat "Beckmanska bryggeriet") gick till en början mycket bra, men redan efter fem år, 1859,  gick Franz Bechmann ur tiden. Hans änka sålde då anläggningen till två svenskar som ej var bryggkunniga. I fabriken arbetade Fritz Dölling, även han invandrare från Bayern som hade anställds tre år tidigare, han avancerade till bryggmästare. Vad som hände med Georg Bechmann är okänt, men Fritz Dölling startade så småningom Nürnbergs Bryggeri, Hamburgerbryggeriet och Pilsenerbryggeriet.